# Грант, Гэри (серийный убийца)
Гэри Джин Грант (англ. Gary Geen Grant; родился 29 июня 1951 года, Рентон, штат Вашингтон) — американский серийный убийца, совершивший в период с 15 декабря 1969 года по 20 апреля 1971 года серию из 4 убийств, сопряжённых с изнасилованиями в городе Рентон, штат Вашингтон. На момент совершения серии убийств ему было всего лишь 18 лет. Три жертвы Гранта были несовершеннолетними детьми в возрасте до 17 лет. 25 августа 1971 года Гэри Грант был признан виновным в совершении убийств и получил в качестве наказания несколько сроков в виде пожизненного лишения свободы. Свою вину он не признал, ссылаясь на невменяемость.

## Биография
Гэри Джин Грант родился 29 июня 1951 года в городе Рентон, штат Вашингтон. Детство и юность Грант провел в социально-неблагополучной обстановке. Его родители занимались низкоквалифицированным трудом, благодаря чему семья испытывала материальные трудности и проживала в трейлере на территории одного из трейлерных парков, расположенных на окраине города. Мать Гэри вела маргинальный образ жизни и страдала алкогольной зависимостью, из-за чего Грант на протяжении детства был свидетелем многочисленных конфликтов с участием родителей. Благодаря этому обстоятельству в подростковые годы Грант часто пребывал в психическом перенапряжении и испытывал сильный по интенсивности стресс. Он потерял интерес к учебному процессу в школе, вследствие чего стал злоупотреблять прогулами. Из-за хронической неуспеваемости он был вынужден бросить школу в середине 1960-х. В конце 1960-х Гэри Грант завербовался в армию США. Он был зачислен в военно-морские силы США, но в начале военной службы стал жертвой неуставных взаимоотношений, вследствие чего стал демонстрировать признаки психического расстройства. Он отказался от прохождения дальнейшей службы по состоянию психического здоровья и был уволен из рядов армии США через несколько месяцев после начала службы с нелестной характеристикой. После увольнения из армии Грант вернулся в Рентон, где вскоре произошла серия убийств

## Серия убийств
Вечером 15 декабря 1969 года, Грант совершил нападение на 19-летнюю Кэрол Адель Эриксон, которая направлялась домой из муниципальной библиотеки Рентона по грунтовой дороге, идущей параллельно реке Седар-Ривер. В ходе нападения Грант зарезал девушку с помощью ножа, после чего оттащил ее тело в близлежащие кусты, где совершил акт некрофилии с ее трупом. После совершения убийства преступник произвел над трупом Эриксон различные постмортальные манипуляции, оставив на ее шее петлю из шнурков. В сентябре 1970 года, в середине дня, Гэри Грант совершил нападение на 17-летнюю Джоан Мэри Зулауф. Он оглушил жертву ударом камня по голове, после чего оттащил ее  вглубь лесистой местности, где изнасиловал и задушил. Ее обнаженное тело было найдено 22 сентября. С трупа жертвы Грант снял наручные часы, которые 26 сентября того же года подарил своей девушке в качестве подарка на ее день рождения. 20 апреля 1971 года Гэри Грант совершил двойное убийство. Его жертвами стали два шестилетних мальчика, Скотт Эндрюс и Брэдли Лайонс, которых Грант увидел днем того дня играющими за домом Лайонса. Угрожая ножом мальчикам, преступник увел их в лесистую местность, где на расстоянии 2 километров от их места жительства избил детей, после чего зарезал Скотта Эндрюса и задушил Брэдли Лайонса. Тела детей он закидал листьями и ветками. Тела убитых детей были обнаружены через два дня, 22 апреля того же года. В ходе осмотра места убийства были обнаружены следы теннисных туфлей преступника, с которых были сняты гипсовые слепки. 28 апреля 1971 года в ходе расследования поисковые группы нашли охотничий нож с засохшими пятнами крови примерно в 50 метрах от того места, где были совершены убийства. В ходе последующей судебно-криминалистической экспертизы было установлено, что группа крови пятен крови, обнаруженных на лезвии ножа, совпадает с группой крови Скотта Эндрюса.  На рукоятке ножа было выгравировано имя «Том Эвенсон». В последующие часы личность и местонахождение Эвенсона были установлены и он подвергся допросу. В ходе допроса Том Эвенсон заявил, что продал нож своему другу по имени Джерри Триплетт. На следующий день Триплетт также был найден, но заявил, что, в свою очередь, также продал нож своему знакомому по имени Джим Монгер. После установления личности Монгера тот был обнаружен полицией Рентона и также подвергся допросу. На допросе Монгер заявил, что одолжил нож Гэри Гранту. Установив местонахождение Гранта, следователи задержали его в его трейлере 30 апреля 1971 года, после чего также подвергли допросу. Во время допроса Гэри  не смог предоставить алиби на день убийства мальчиков, заявил о том, что страдает амнезией, после чего разрыдался и дал признательные показания в убийстве Эндрюса и Брэдли Лайонса. Он был доставлен в полицейский участок, где на следующий день в присутствии своего отца и адвоката признался в совершении четырех убийств и поведал о том, как развивались события. Капитан полиции Рентона — Уильям Фрейзи — незаконно установил устройства для прослушивания и записи разговоров в комнате для допросов, благодаря чему следствие получило аудиозапись признательных показаний Гранта. На основании этих нарушений адвокаты Гэри Гранта подали в июне 1971 года ходатайство о снятии всех обвинений со своего подзащитного, на основании нарушения его конституционных прав, так как его признательные показания были получены незаконным путем. Однако 30 июня того же года ходатайство было отклонено в связи с тем, что признание Гранта по свидетельствам нескольких детективов было получено ранее сделанной аудиозаписи в день его ареста. Тем не менее, Уильяму Фрейзи были предъявлены обвинения в связи с незаконным электронным прослушиванием разговора, впоследствии он был условно осужден и вынужден был уволиться из полиции.

## Суд
Судебный процесс открылся 12 августа 1971 года. Основными уликами, изобличающими Гранта в совершении убийств, была аудиозапись сделанных им признательных показаний, нож с пятнами крови, отпечаток следа теннисных туфлей, размер и протектор подошвы которых соответствовали теннисным туфлям, найденных у Гранта после ареста. В ходе последующих заседаний в качестве свидетелей обвинений выступили ряд его знакомых, которые  поведали присяжным заседателям о том, что встречали его в дни совершения убийств недалеко от мест их совершения  со следами грязи на одежде. Адвокаты Гэри, в свою очередь, настаивали на его невиновности по причине его невменяемости и требовали для него проявления снисхождения. В качестве свидетелей защиты выступили его близкие друзья и отец, которые заявили, что на протяжении детства и юности Грант не был замечен в агрессивном поведении по отношению к окружающим. По ходатайству его команды защиты было проведено судебно-психиатрическое освидетельствование состояния психического здоровья Гранта. На основании результатов освидетельствования он был признан вменяемым, хотя психиатр заявил, что у Гэри Гранта выявлена повышенная импульсивность, выражающаяся в склонности действовать без достаточного сознательного контроля, под влиянием внешних обстоятельств или в силу эмоциональных переживаний. Также он предположил, что серия преступлений Гэри Гранта была способом эскапизма, используемая им в качестве компенсации неразрешённых личных проблем. После двухдневного совещания, 25 августа 1971 года, вердиктом жюри присяжных заседателей, Гэри Грант был признан виновным в инкриминируемых ему действиях, после чего получил в качестве уголовного наказания четыре срока в виде пожизненного лишения свободы без права на условно-досрочное освобождение.

## В заключении
Все последующие годы жизни Гэри Джин Грант провел в разных пенитенциарных учреждениях штата Вашингтон. В 2020 году, в возрасте 69 лет, Грант получил вторую волну известности, после того как 27 января того же года была опубликована книга американского писателя Клойда Стайгера под названием «Seattle's Forgotten Serial Killer: Gary Gene Grant», объектом исследования которой стала история жизни и разоблачения Гэри Гранта. По состоянию на декабрь 2020 года 69-летний Гэри Грант был жив и отбывал свое наказание в тюрьме Monroe Correctional Complex-SOU под идентификационным номером «127688».